# Friedrich Suhr
Friedrich Suhr, född den 6 maj 1907 i Lüneburg, död den 31 maj 1946 i Elberfeld, var en tysk jurist och SS-officer. Han var tjänsteman vid Reichssicherheitshauptamt, Nazitysklands säkerhetsministerium och en av Adolf Eichmanns medarbetare. Suhr uppnådde tjänstegraden Obersturmbannführer 1944. I december 1944 tilldelades Suhr Riddarkorset av Järnkorset.

## Biografi
Friedrich Suhr studerade rättsvetenskap vid universiteten i Göttingen och Freiburg och promoverades till juris doktor. Han inträdde i SS och NSDAP år 1933.

### RSHA
Inom Reichssicherheitshauptamt var Adolf Eichmann chef för avdelning IV:B4 som hanterade judiska angelägenheter och utvandring. 1941 delade Eichmann sin avdelning i två underavdelningar: IV:B4a med ansvar för deportation och transporter och IV:B4b som ägnade sig åt juridiska och tekniska aspekter av judiska frågor. Eichmann utnämnde Suhr till chef för underavdelning IV:B4b.
Suhr deltog den 29 januari 1942 i ett möte på Riksministeriet för de ockuperade östområdena. Vid mötet, som var en uppföljning till Wannseekonferensen en dryg vecka tidigare, beslutades att så kallade Mischlinge (personer med minst en judisk mor- eller farförälder), boende i östterritorierna, skulle dödas. Suhr deltog även vid en konferens den 27 oktober 1942, vid vilken det fattades beslut om att blandäktenskap mellan arier och judar skulle upplösas och den judiska parten deporteras.

### Einsatzgruppen och SSPF
I november 1942 utnämndes Suhr till chef för Sonderkommando 4b, en mobil insatsbataljon, som mördade judar och bekämpade partisaner i östra Ukraina. I augusti 1943 blev han chef för Einsatzkommando 6, även det verksamt i östra Ukraina. I november 1944 efterträdde Suhr Helmut Knochen som befälhavare för Sicherheitspolizei (Sipo) och Sicherheitsdienst (SD) i Frankrike. Suhrs sista befattning var som SS- och polischef (SSPF) i Ober-Elsaß.
Friedrich Suhr begick självmord i fängelset Bendahl i Wuppertal-Elberfeld.